# 현미

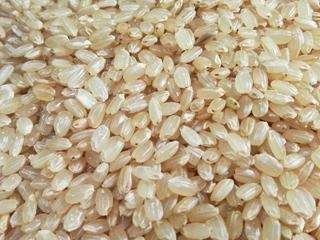
현미

현미(玄米, 영어: brown rice)는 벼의 왕겨를 벗겨낸 상태로 도정되지 않은 쌀(매조미쌀, 핍쌀)이다. 아직 씨의 형태이기 때문에 재배하면 싹이 나온다.
백미보다 비타민이나 식이섬유를 많이 포함하고 있어 상대적으로 탄수화물이 낮기 때문에 건강식품으로 취급되기도 한다. 또, 씨리얼 식품으로 가공되기도 한다.
'백미보다 농약이나 제초제 성분이 겨에 잔류할 가능성이 높다'라든가 '유기재배, 무농약, 저농약 현미가 안전하다'라는 설이 있으나 잔류농약 검사는 현미를 대상으로 이루어지며, 잔류농약은 정해진 대로의 사용법을 준수하는 경우에는 문제가 되지 않는다.
현미는 백미보다 단단하기 때문에 압력솥으로 밥을 짓거나 죽으로 만들어 먹는 조리법이 적당하다. 하룻밤 정도 물에 불려 일반 밥솥으로 밥을 지어도 된다.
겨에는 킬레이트 작용이 강한 피트산(phytic acid)이 많이 포함되어 있다. 피트산은 미네랄과 결합해 피트산염이 된다. 이로 인해 현미를 다량으로 섭취하게 되면 체내에 미네랄이 흡수되지 못하여 미네랄 결핍을 일으키게 되고, 미네랄 부족(철, 칼슘, 마그네슘, 아연)을 일으킬 수 있다. 현미를 먹을 때는 대량의 채소를 먹거나, 우유를 마시거나, 깨소금을 뿌리는 등의 방법으로 미네랄을 보충해 주어야 한다.

## 같이 보기
- 피트산(en:Phytic acid, IP6)
- 이노시톨
- 발아현미
  - 감마 아미노뷰티르산(GABA)
- 도정
- 옥타코사놀 - 지구력 증진
- 새고아미
- 미강(米糠) = 쌀눈(배아, embryo bud of rice) + 쌀겨(호분층, rice bran)
- 디톡스(해독)
  - 녹두
  - 피니톨(영어판)